# Gęśnica wiosenna

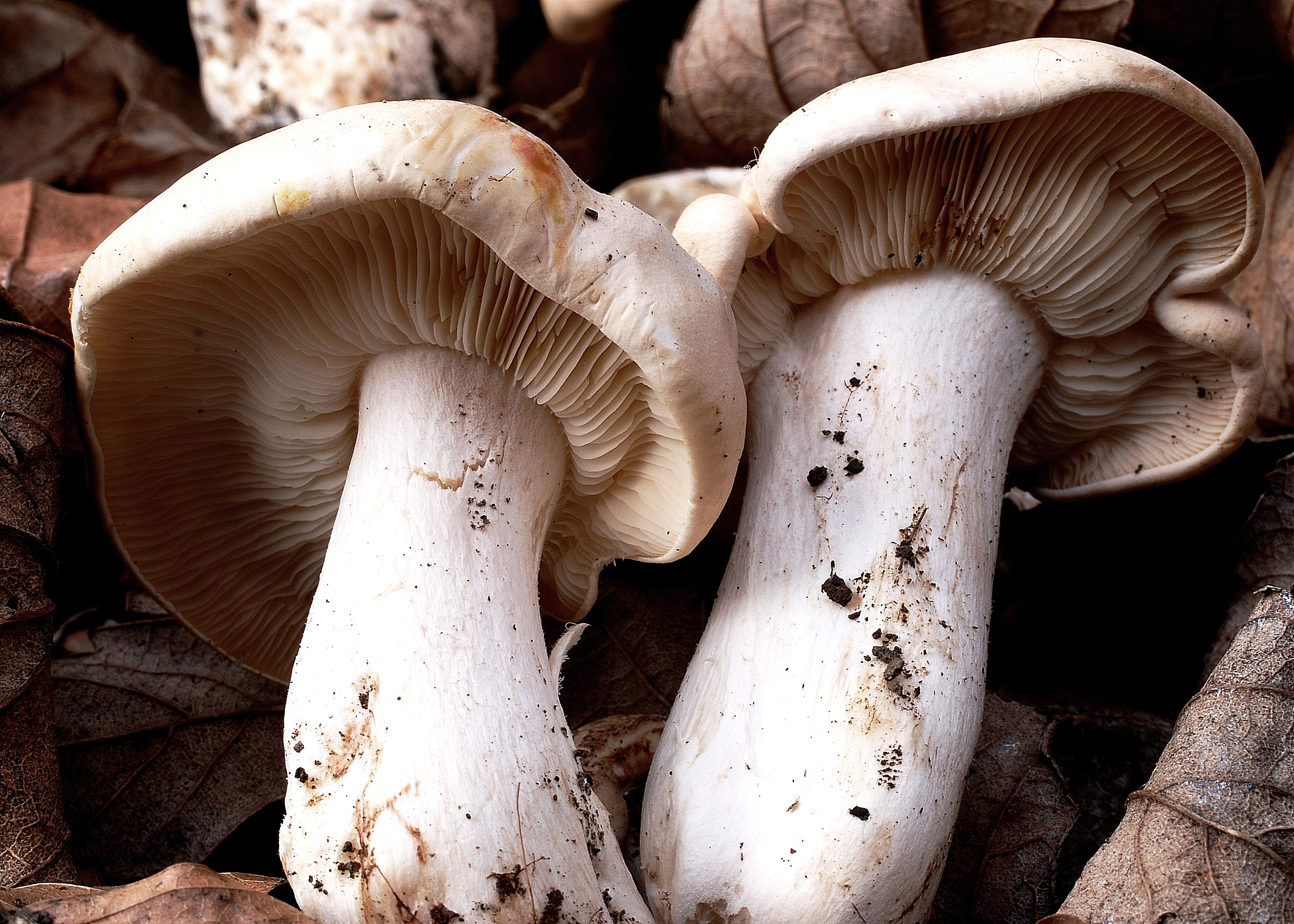

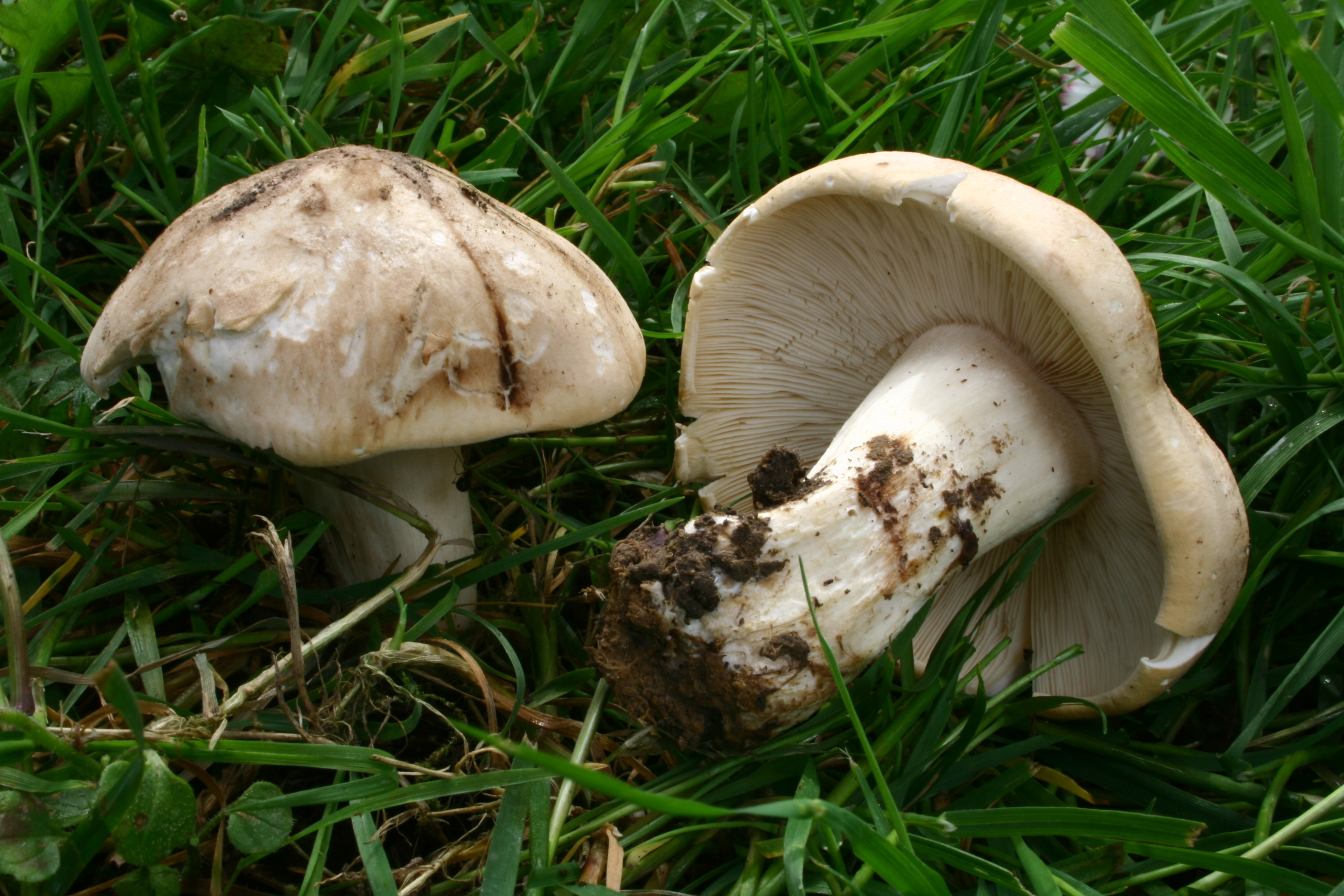

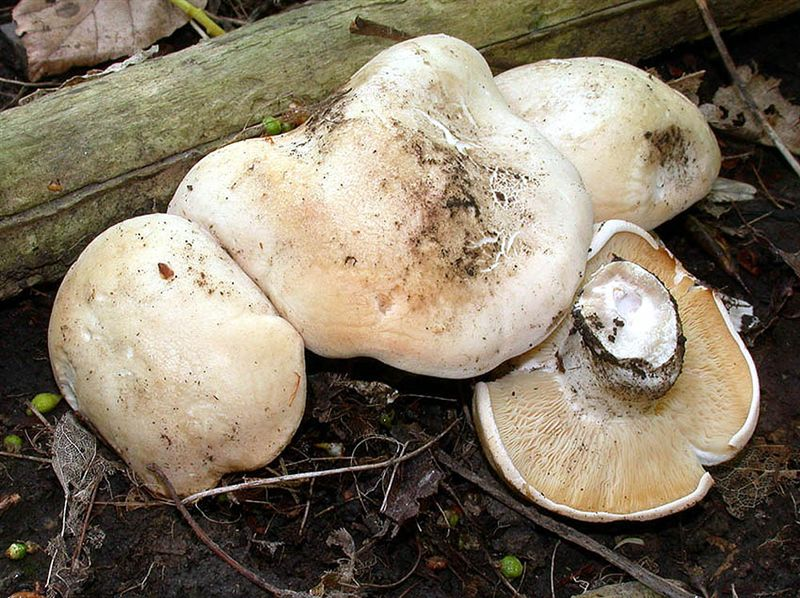

Gęśnica wiosenna (Calocybe gambosa (Fr.) Donk) – gatunek grzybów z rodziny kępkowcowatych (Lyophyllaceae).

## Systematyka i nazewnictwo
Pozycja w klasyfikacji według Index Fungorum: Calocybe, Lyophyllaceae, Agaricales, Agaricomycetidae, Agaricomycetes, Agaricomycotina, Basidiomycota, Fungi.
Po raz pierwszy opisał go w 1821 r. Elias Fries, nadając mu nazwę Agaricus gambosus. Obecną, uznaną przez Index Fungorum nazwę nadał mu w 1962 r. Marinus Anton Donk, przenosząc go do rodzaju Calocybe.
Synonimów ma ponad 20. Niektóre z nich to:

- Agaricus albellus DC. 1805
- Agaricus aromaticus Roques 1832
- Agaricus gambosus Fr. 1821
- Agaricus georgii L. 1753
- Calocybe gambosa (Fr.) Singer 1951
- Calocybe georgii var. aromatica Pilát 1965
- Calocybe georgii var. gambosa (Fr.) Kalamees 1994
- Gyrophila georgii (L.) Quél. 1886
- Lyophyllum gambosum (Fr.) Singer 1943
- Tricholoma gambosum (Fr.) P. Kumm. 1871
- Tricholoma georgii (L.) Quél. 1872

Nazwę polską podał Władysław Wojewoda w 1987 r. W polskim piśmiennictwie mykologicznym gatunek ten opisywany był też jako bedłka syrojeszka żółta, bedłka podkowiasta, bedłka biaława, gąska wiosenna, majówka wiosenna.

## Morfologia
Kapelusz
Średnica 6–12 cm, u młodych okazów ma kształt od dzwonkowatego do stożkowatego, u starszych łukowaty, na koniec płasko rozpostarty. Kapelusz niehigrofaniczny, grubomięsisty, zazwyczaj z niewielkim i tępym garbem, jego brzeg jest długo podwinięty i często pofalowany. Powierzchnia gładka, matowa o barwie od białawej do kremowej.
Blaszki
Cienkie i gęste, przy trzonie wykrojone ząbkiem i przyrośnięte. U młodych okazów białawe lub kremowe, u starszych bladoochrowe.
Trzon
Wysokość 4–9 cm, grubość 1,5–4 cm, u młodych okazów beczułkowaty, u starszych walcowaty. Jest twardy i pełny, powierzchnia gładka, o barwie od białej do kremowej, w dolnej części często bladoochrowa.
Miąższ
Białawy, gruby. Smak łagodny, zapach świeżej mąki. Nie zmienia barwy po uszkodzeniu.
Wysyp zarodników
Biały. Zarodniki elipsoidalne, gładkie, o rozmiarach 4–7 × 2–3,5 μm.
Gatunki podobne
- dzwonkówka trująca (Entoloma sinuatum). Jest bardziej różowawa, niebezpieczeństwo pomylenia występuje szczególnie w przypadku młodych okazów, gdyż blaszki obydwu tych gatunków w młodości są białe. U starszych okazów wieruszki blaszki stają się różowe, a wysyp zarodników również jest różowy[6],
- strzępiak ceglasty (Inocybe erubescens). Ma większy garb na kapeluszu, rośnie w lasach i ma czerwonawy odcień[5]. Występowanie i siedlisko ==

Występuje głównie w Europie, ale podano jego stanowiska również z terenów USA oraz Japonii. W Polsce gatunek pospolity, czasami tworzący czarcie kręgi.

## Występowanie i siedlisko
Rośnie na ziemi na łąkach, pastwiskach, obrzeżach lasów, w ogrodach, zaroślach, na trawiastych zboczach, na niżu, na wyżynach i terenach podgórskich. Owocniki pojawiają się wiosną (od kwietnia do czerwca), wyjątkowo jednak również w lipcu, a w niektórych latach nawet późną jesienią.

## Znaczenie
Saprotrof. Dobry grzyb jadalny, istnieje jednak niebezpieczeństwo pomylenia z silnie trującą dzwonkówką trującą. Są też podzielone opinie na temat jego wartości smakowych. Podczas gdy niektórzy uważają go za grzyb bardzo smaczny, przez innych jego charakterystyczny i nieznikający podczas gotowania smak jest uważany za niemiły, a nawet nie do zniesienia.